# 汗国
汗国（かんこく、ハンこく、Khanate）は、汗（カン、ハン、qan）を君主とする君主国を指す用語である。君主号としての「カン」「ハン」はモンゴル高原から中央アジアを中心とした、テュルク系およびモンゴル系の遊牧民王朝でよく用いられたが、モンゴル帝国時代以降、ジョチ・ウルス崩壊の影響を受けて、中央アジア以西のキプチャク草原、ルーシ、カフカス（コーカサス）などの地域にも広がった。

## 概要

### 君主号としての汗
「カン／ハン(qan)」は「皇帝」という意味の「カガン／カアン／ハーン(qaγan)」とは違い、皇帝より格下の「王」という意味である。モンゴル帝国では皇帝号（カアン）を帯びる元朝とハン号を帯びるそれ以外の政権（ジョチ・ウルス、チャガタイ・ウルス、フレグ・ウルスなど）にわかれる。

### ハン国の形成
９世紀にウイグル可汗国の崩壊後、モンゴル高原では九姓タタル、阻卜、烏古などが割拠し、やがてメルキト、ナイマン、ケレイト、タタル、モンゴルなどが形成された。その内の有力部族であるモンゴル、ナイマン、ケレイトは君主号としてカン（Qan）を用いて複数部族を束ねる存在となる。
チンギス・カンが率いるモンゴル帝国が勃興すると、第2代のオゴデイは他のカンから卓越した存在として「カアン（ハーン）」（Qa'an）という君主号を採用し、以降の歴代皇帝に使用された。一方でオゴデイの死後、後継者争いによって帝国の有力ウルスが分離独立し、皇帝（カアン）直轄領である元朝とは別に、ジョチ・ウルス、イルハン朝、チャガタイ・ハン国の3つのハン国が形成された。

### モンゴル帝国以後
分裂しおのおの独自の発展を遂げたウルスも14世紀には衰退し、それぞれ滅亡の道を歩む。しかし、ハンを君主とする伝統は、その後もテュルク系・モンゴル族系の遊牧民継承国家に受け継がれた例が多い。特にロシアを地盤としたジョチ・ウルス崩壊後の後継国家に著しい（なお、ロシア側からはモンゴル支配を「タタールのくびき」と呼ぶ）。各地において建国されたハン国は、ロシア帝国やイスラム諸王朝に吸収されていったが、遅くは20世紀まで存続した（ヒヴァ・ハン国など）。

## 主なカン／ハン国

### モンゴル帝国以前
- ケレイト
- ナイマン
- モンゴル
- キプチャク

### モンゴル系ハン国
- チャガタイ・ハン国（チャガタイ・ウルス）
  - モグーリスタン・ハン国（東チャガタイ・ハン国）
  - 西チャガタイ・ハン国
- イルハン朝（フレグ・ウルス）
- ジョチ・ウルス（金帳汗国/黄金のオルド）
  - 青帳汗国
  - 白帳汗国

### テュルク系ハン国
- ヤルカンド・ハン国（カシュガル・ハン国）
- トルファン・ハン国
- アストラハン・ハン国
- クリミア・ハン国
- ノガイ・オルダ
- カザン・ハン国
- ブハラ・ハン国
- ヒヴァ・ハン国
- シビル・ハン国
- コーカンド・ハン国
- カザフ・ハン国
- ウズベク・ハン国/シャーバーニー朝
- ナヒチェヴァン・ハン国
- エレバン・ハン国
- バクー・ハン国
- ギャンジャ・ハン国
- カシモフ・ハン国